# Críticas al gobierno israelí

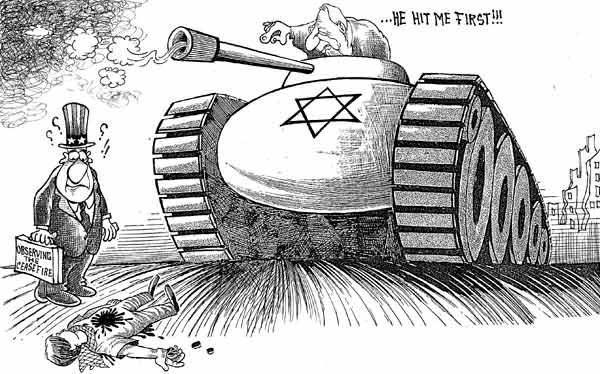
Una caricatura política del dibujante libanés Mahmoud Kahil criticando las políticas de Ariel Sharon.

Las críticas al gobierno israelí, a menudo referidas simplemente como críticas a Israel, es un tema continuo de comentarios e investigación periodística y académica dentro del alcance de la teoría de las relaciones internacionales, expresada en términos de ciencia política. Dentro del alcance de las aspiraciones globales para una comunidad de naciones, Israel ha enfrentado críticas internacionales desde su declaración de independencia en 1948 en relación con una variedad de temas,  tanto históricos como contemporáneos .
El gobierno de Israel ha sido criticado por cuestiones relacionadas con los asentamientos israelíes en los territorios Palestinos, su tratamiento de los árabes palestinos, la conducta de las fuerzas militares israelíes durante los conflictos y el bloqueo de la Franja de Gaza. Otros problemas históricos con consecuencias continuas también han sido criticados, incluidos: la negativa a permitir que los refugiados palestinos de la posguerra regresen a sus hogares, y la ocupación prolongada de los territorios ganados en la guerra y la construcción de asentamientos en ellos.
El estado de Israel como democracia representativa también ha sido cuestionado porque los residentes israelíes de los territorios ocupados pueden votar en las elecciones de Israel, mientras que los residentes palestinos no. En un extremo del espectro hay intentos de deslegitimar el derecho de Israel a existir. Esto ha llevado a un debate en curso sobre en qué punto las críticas a Israel cruzan la línea hacia el antisemitismo. Uno de los efectos de la crítica internacional ha sido el impacto en la psicología social del público judío israelí: según una encuesta, más de la mitad de los israelíes cree que "todo el mundo está en contra de nosotros", y tres cuartos de los israelíes creen "que pase lo que pase Israel lo hace o hasta dónde llega para resolver el conflicto con los palestinos, el mundo continuará criticando a Israel".
Las críticas a las políticas israelíes provienen de varios grupos: principalmente de activistas en Israel y en todo el mundo, las Naciones Unidas y organizaciones no gubernamentales. El sesgo mediático a menudo es reclamado por ambos lados del debate. Desde 2003, la ONU ha emitido 232 resoluciones con respecto a Israel, el 40% de todas las resoluciones emitidas por la ONU durante el período y más de seis veces la del país en segundo lugar, Sudán.

## Sujetos de crítica
Al gobierno de Israel se lo acusa de:
- La negación del regreso a los refugiados palestinos, según lo acordado en la Conferencia de Lausana de 1949.[14]
- Prácticas de limpieza étnica contra los palestinos,[15][16][17] con varios historiadores cuestionando esta acusación.[18][15]
- Ocupación y anexión de territorios vecinos como el Sinaí, la Franja de Gaza, Cisjordania y los Altos del Golán. Al respecto hay dos interpretaciones del derecho internacional. Israel afirma que las guerras de 1956 y 1967 fueron libradas por Israel para garantizar la supervivencia del estado. Como la mayoría de las hostilidades fueron iniciadas por el lado árabe, Israel tuvo que luchar y ganar estas guerras para garantizar la soberanía y seguridad del estado. Por lo tanto, los territorios capturados en el curso de esas guerras están legítimamente bajo la administración israelí por razones de seguridad y para disuadir a los estados hostiles de la beligerancia. En ausencia de tratados de paz entre todas las partes en guerra, Israel tiene en todas las circunstancias el derecho de mantener el control de los territorios capturados. Su disposición final debe ser el resultado de tratados de paz y no una condición para ellos. Aun así, Israel afirma que:

- La guerra de 1956 fue causada por un patrón de beligerancia egipcia contra Israel, que culminó con la nacionalización del Canal de Suez y el bloqueo del canal para el tráfico israelí en violación de la Convención de Constantinopla y otros tratados relevantes, en su opinión, un claro casus belli (es decir, un acto que justifica la guerra)
- La guerra de 1967 fue causada de manera similar por el cierre del Estrecho de Tiran, el rechazo de las fuerzas de la ONU en el desierto del Sinaí y el redespliegue de las fuerzas egipcias. Jordania y Siria entraron en la guerra a pesar de los esfuerzos israelíes para mantener pacíficas estas fronteras.
- La guerra de 1973 fue un ataque sorpresa contra Israel por parte de Siria y Egipto.

Por su parte, las naciones árabes afirman que la guerra de 1956 fue el resultado de una conspiración entre Francia, el Reino Unido e Israel en violación de la soberanía de Egipto. Egipto reclamó varias justificaciones legales para rechazar el uso del Canal de Suez por parte de Israel, incluido el derecho de legítima defensa. Además, argumentan que la guerra de 1967 fue un acto de agresión no provocado destinado a expandir los límites de Israel, y los territorios capturados durante esta guerra están ocupados ilegalmente. Como resultado, los territorios deben ser cedidos para que se logre la paz.
También se acusa al gobierno israelí de asuntos como:
- Falta de democracia en los territorios ocupados por Israel, al poner a los palestinos bajo la ley militar israelí y sin derecho a voto.[7][8][9][19][20][21][22][23]
- La construcción de asentamientos civiles en territorios ocupados, incluyendo Jerusalén Oriental, sin compensación ni protección para los palestinos.[24][25]
- La aplicación dispareja del sistema judicial israelí, el cual opera un sistema de "2 niveles" en las áreas de los territorios palestinos ocupados que administra, con un efecto que proporciona servicios preferenciales, desarrollo y beneficios para los israelíes que viven en asentamientos en los territorios ocupados mientras imponiendo condiciones duras a los palestinos y otros ciudadanos no israelíes.
- Duras condiciones a los prisioneros palestinos, incluyendo reclusión en régimen de incomunicación por largos períodos de tiempo y procedimientos incompatibles con los estándares de un juicio justo.[26]
- Racismo y discriminación contra las minorías étnicas.[27][28]
- Estancamiento del proceso de paz.[29]
- Posesión de armas de destrucción masiva.[30][31][32]
- Judaización de Jerusalén, es decir, la opinión de que Israel ha tratado de transformar el paisaje físico y demográfico de Jerusalén para que se corresponda con una visión de una Jerusalén unida y fundamentalmente judía bajo soberanía israelí.[33][34][35][36]
- La Ley del Retorno, la cual permite a los judíos una vía rápida hacia la ciudadanía israelí mientras que los refugiados palestinos tienen que pasar por un proceso burocrático para acceder a la ciudadanía israelí. El Instituto de Estudios de Derechos Humanos de El Cairo dice de esta ley que es un "ejemplo principal de leyes israelíes que discriminan a los árabes palestinos".[37]

## Naturaleza de las críticas

### Comparaciones con elapartheidy la Alemania nazi
Se suele comparar al gobierno de Israel con el gobierno del régimen de apartheid en Sudáfrica. La Asociación para los Derechos Civiles en Israel, una ONG israelí, afirmó en 2008 que las redes de carreteras separadas en Cisjordania para israelíes y palestinos, la expansión de los asentamientos judíos, la restricción del crecimiento de las ciudades palestinas y la concesión discriminatoria de servicios, presupuestos y acceso a los recursos naturales es "una violación flagrante del principio de igualdad y en muchos aspectos recuerda al régimen del apartheid en Sudáfrica".
Algunos aspectos del sistema político israelí a veces se comparan con la Alemania nazi. Los ejemplos incluyen: equiparar la Franja de Gaza con campos de concentración en la Europa ocupada por los nazis y equiparar la idea de los judíos como el pueblo elegido con la idea nazi de la raza superior.
Después de la Guerra de los Seis Días de 1967, la Unión Soviética comparó las tácticas israelíes con las de la Alemania nazi. Yeshayahou Leibowitz, uno de los intelectuales, filósofos y científicos públicos más prominentes y aclamados de Israel, y un judío ortodoxo, advirtió en 1982 que si la ocupación continuaba, Israel estaría en peligro de sucumbir al "judeo-nazismo". En 1984, el autor Israel Stockman-Shomron observó alusiones nazis en artículos críticos de Israel en publicaciones que incluyen The Christian Science Monitor, The Washington Post y The New York Times.
También ha habido varias comparaciones con los nazis desde la segunda intifada. Algunos ejemplos de ello son:
- En 2000, Nur Masalha caracterizó la ocupación israelí de los territorios palestinos como comparable a la política nazi de Lebensraum (espacio vital) de obtener tierras y materiales en beneficio de los alemanes.[45]
- En 2009 y 2010, dos relatores especiales de las Naciones Unidas , Richard Falk y Jean Ziegler, fueron criticados por comentaristas proisraelíes por hacer comparaciones entre las políticas del gobierno israelí y las de la Alemania nazi.[46][47][48][49]
- En 2013, el músico Roger Waters dijo en una entrevista que "Los paralelismos con lo que sucedió en la década de 1930 en Alemania son tan terriblemente obvios".[20]
- En 2018, después de que se aprobara la Ley del Estado-nación, el presidente de Turquía, Recep Tayyip Erdoğan, dijo que el "espíritu de Hitler" sigue vivo en Israel. Dijo que la ley está diseñada para fortalecer la identidad de Israel como el "hogar nacional del pueblo judío", lo que demostró que el alma del líder nazi había "resucitado dentro de algunos de los funcionarios de Israel". Añadió: "No hay diferencia entre la obsesión de Hitler con una raza pura y el entendimiento de que estas tierras antiguas son solo para los judíos".[50]

Estas comparaciones, sin embargo, son vistas como una forma de antisemitismo.

### Críticas de Israel y antisemitismo
Algunas críticas a Israel o las políticas israelíes se han caracterizado como antisemitas. Los defensores del concepto de Nuevo Antisemitismo, como Phyllis Chesler, Gabriel Schoenfeld y Mortimer Zuckerman, sostienen que, desde la Guerra de los Seis Días de 1967, muchas críticas a Israel son ataques velados contra los judíos y, por lo tanto, son esencialmente antisemitas. Abba Eban, Robert S. Wistrich y Joschka Fischer se centran en las críticas al sionismo y sostienen que algunas formas de antisionismo, particularmente los ataques contra el derecho de Israel a existir, son de naturaleza antisemita.
Los críticos de este punto de vista a menudo retratan este punto de vista como una "ecuación" de crítica con antisemitismo. Algunos críticos de Israel o las políticas israelíes, incluidos Ralph Nader, Jenny Tonge, Noam Chomsky y Desmond Tutu, sugieren que equiparar las críticas a Israel con el antisemitismo es inapropiado o inexacto, afirmando a menudo que los partidarios de Israel equiparan la crítica con el antisemitismo o desdibujan excesivamente la distinción entre los dos. Otros críticos, como John Mearsheimer, Alexander Cockburn, Norman Finkelstein y William I. Robinson, afirman que los partidarios de Israel a veces equiparan la crítica de Israel con el antisemitismo en un intento deliberado de evitar la crítica legítima de Israel y desacreditar a los críticos. Todos ellos proporcionan una variedad de razones para sus objeciones, que incluyen sofocar la libre expresión, promover el antisemitismo, diluir el antisemitismo genuino y alejar a los judíos del judaísmo o de Israel.

## Reacción a las críticas

### Supresión de la crítica
Varios analistas han debatido si las críticas públicas de Israel son suprimidas fuera de Israel, particularmente dentro de los Estados Unidos. Stephen Zunes escribe que "los ataques a los críticos de las políticas israelíes han tenido más éxito en limitar el debate abierto, pero este efecto de censura amordazada se deriva más de la ignorancia y la culpa liberal que de cualquier todopoderoso lobby de Israel". Continúa explicando que si bien "algunas críticas a Israel realmente tienen sus raíces en el antisemitismo ", es su opinión que algunos miembros del lobby de Israel cruzan la línea al calificar a los críticos intelectualmente honestos de Israel como antisemitas. Zunes argumenta que las organizaciones judías tradicionales y conservadoras han "creado un clima de intimidación contra muchos que se pronuncian por la paz y los derechos humanos o que apoyan el derecho de autodeterminación de los palestinos".
Varios analistas han afirmado que los partidarios de Israel intentan sofocar las críticas legítimas de Israel al etiquetar injustamente a los críticos como antisemitas. Entre los críticos de Israel que han sido acusados de antisemitismo y han negado la acusación están Ralph Nader, John Mearsheimer, Cindy Sheehan, Jenny Tonge, Ken Livingstone, Desmond Tutu y Helen Thomas.
Los politólogos John Mearsheimer y Stephen Walt escribieron un artículo crítico del lobby de Israel en los Estados Unidos, en el que afirmaron que el lobby de Israel utiliza acusaciones de antisemitismo como parte de una estrategia deliberada para reprimir las críticas a Israel. Mearsheimer y Walt fueron acusados de antisemitismo como resultado de ese artículo y del libro que escribieron basado en el artículo (El lobby israelí, 2007).

### Respuestas a las críticas
Mudar Zahran, escritor jordano de ascendencia palestina, escribe que la "tendencia a culpar a Israel por todo" ha proporcionado a los líderes árabes una excusa para ignorar deliberadamente los derechos humanos de los palestinos en sus países. Como ejemplo, dijo que si bien el mundo está furioso por el bloqueo a Gaza, los medios de comunicación eligen ignorar deliberadamente las condiciones de los palestinos que viven en campos de refugiados en Líbano y otros países árabes.
Alan Dershowitz considera que la posición de la ONU con respecto a Israel es hipócrita, ya que concluye que la ocupación china del Tíbet ha sido más larga, más brutal, más mortal y menos justificada que la ocupación israelí de Cisjordania y Gaza. Estas afirmaciones se refieren al hecho de que las Naciones Unidas nunca han condenado la ocupación china del Tíbet ni han reconocido el derecho de los tibetanos a la libre determinación. 
La crítica internacional es un foco importante dentro de Israel. Según una encuesta realizada en agosto de 2010 por la Universidad de Tel Aviv, más de la mitad de los israelíes cree que "todo el mundo está en contra de nosotros", y tres cuartos de los israelíes creen "que no importa lo que haga Israel o hasta dónde llegue para resolver el conflicto con el Palestinos, el mundo continuará criticando a Israel". Como resultado, la diplomacia pública ha sido un foco importante de los gobiernos israelíes desde la Independencia. El Ministerio de Diplomacia Pública y Asuntos de la Diáspora de Israel busca explicar las políticas gubernamentales y promover a Israel frente a lo que consideran una prensa negativa sobre Israel en todo el mundo.

#### Criminalización de las comparaciones nazis
El Informe EISCA de 2009 recomienda que el gobierno británico penalice ciertos tipos de antisemitismo, particularmente el uso de la analogía nazi para criticar a Israel, así como otras formas de crítica de Israel. Paul Craig Roberts y Anthony Lerman han cuestionado las recomendaciones del informe EISCA, expresando su preocupación de que las recomendaciones del informe puedan adoptarse como una ley de delitos de odio en Europa, lo que puede conducir a la violación de la libertad de expresión y puede criminalizar las críticas legítimas de Israel.
Roberts, además, se opone a que la legislación en los Estados Unidos tipifique como delito criticar a Israel, y como ejemplos cita la Ley de Revisión Global de Antisemitismo de 2004 y la Ley de Prevención de Delitos de Odio de 2009. Roberts afirma que los cabilderos de Israel están presionando para que se promulguen leyes que conviertan en delito discutir el poder del lobby de Israel o discutir presuntos crímenes de guerra de Israel.
Anthony Lerman criticó el informe EISCA de 2009 y afirma que criminalizar las críticas a Israel (en particular, comparar las acciones de Israel con las acciones nazis) constituiría una violación excesiva de la libertad de expresión en Gran Bretaña, postulando, por ejemplo, que "si dijiste" el camino las FDI operaban en Gaza era como actuaban las SS en Polonia", y un judío lo consideraba ofensivo, hiriente o dañino, en teoría podría ir a la cárcel".

### Boicots y desinversiones de Israel
Los boicots a Israel son campañas o acciones culturales económicas y políticas que buscan un corte selectivo o total de lazos con el Estado de Israel. Dichas campañas son empleadas por quienes desafían la legitimidad de Israel, las políticas o acciones de Israel hacia los palestinos en el transcurso del conflicto árabe-israelí e israelí-palestino, se oponen a los reclamos territoriales israelíes en Cisjordania o Jerusalén o incluso se oponen al derecho de Israel a existir. Boicots árabes de instituciones sionistas y negocios judíos comenzaron antes de la fundación de Israel como estado. La Liga Árabe adoptó un boicot oficial casi inmediatamente después de la formación del estado de Israel en 1948, pero no se aplica plenamente en la práctica.
Se han propuesto boicots similares fuera del mundo árabe y del mundo musulmán. Estos boicots comprenden medidas económicas como la desinversión, un boicot del consumo de productos o negocios israelíes que operan en Israel, una propuesta de boicot académico de las universidades israelíes y académicos y un boicot propuesto a las instituciones culturales israelíes o instalaciones deportivas israelíes. Muchos defensores de la campaña de Boicot, desinversión y sanciones (BDS), incluido el arzobispo Desmond Tutu, utilizan el movimiento de los años 1980 contra el apartheid sudafricano como modelo.
La desinversión de Israel es una campaña realizada por entidades religiosas y políticas que tiene como objetivo utilizar la desinversión para presionar al gobierno de Israel a que ponga "fin a la ocupación israelí de los territorios palestinos capturados durante la campaña militar de 1967". La campaña de desinversión está relacionada con otros boicots económicos y políticos de Israel. Una campaña notable fue iniciada en 2002 y respaldada por el obispo sudafricano Desmond Tutu. Tutu dijo que la campaña contra la ocupación de Israel de los territorios palestinos y la expansión continua de los asentamientos debe basarse en la exitosa pero controvertida campaña de desinversión impuesta previamente contra el sistema de apartheid de Sudáfrica.